# White Man
White Man (bra O Homem Branco) é um filme de drama mudo produzido nos Estados Unidos e lançado em 1924.

## Elenco
- Alice Joyce .... lady Andrea Pellor
- Walter Long .... ladrão do rio
- Clark Gable .... irmão de lady Andrea
- Stanton Heck .... Mark Hammer